# 丁丙諾啡/納洛酮
丁丙諾啡/納洛酮（buprenorphine/naloxone），會以舒倍生（Suboxone）之類的藥品名稱販售，是由丁丙諾啡及納洛酮組成的複方藥物，此藥物是用來治療阿片类物质依賴，當中也會配合諮商一起進行。藥物會在二十四小時內減低戒斷症狀。丁丙諾啡/納洛酮可以由口腔黏膜吸收，也可以由口頰吸收。
可能的副作用有呼吸抑制、瞳孔縮小、嗜睡及低血壓。以藥物過量風險而論，使用丁丙諾啡/納洛酮者小於美沙酮；但患者往往會停止服用前者而不會停用後者。如果患者正在孕期中，會比較推薦使用美沙酮來治療。
低劑量的丁丙諾啡會導致鴉片類藥物作用，但提高劑量到高於某一程度後，並不會帶來較強藥效。據信丁丙諾啡的用藥過量風險較其他鴉片類藥物為低。納洛酮可作為一種類鴉片拮抗劑；當以注射給藥時，可收遮斷其他鴉片類藥物之效。
2002年，美國通過將此藥複方用作醫藥用途，添加納洛酮的用意在於降低誤採注射給藥（錯誤的給藥方式）之風險；然而仍有人誤採用注射或是鼻腔給藥的方式給藥。在美國，相較於跟其他鴉片藥物一起使用，丁丙諾啡/納洛酮錯誤給藥的比率似乎比較低。截至 2017 年，美國的單日批發價大約在 2.32 到 3.15 美元之譜；而 2015 年在英國的同樣劑量約花費 國民保健署 0.9 到 2.72 英鎊之譜。